# Mortal Way of Life
Albums de Sodom
Persecution Mania
(1987) Agent Orange
(1989)
Mortal Way of Life est le premier album live du groupe de thrash metal allemand Sodom. L'album est sorti en 1988 sous le label Steamhammer Records. La pochette a été dessinée par Sebastian Krüger.
Il a été enregistré durant la tournée Sodomania d'avril à mai 1988.
La VHS est sortie en 1988 et a été enregistré à Brunswick, en Allemagne le 28 mai 1988.

## Liste des morceaux
| No  | Titre                            | Durée |
| --- | -------------------------------- | ----- |
| 1.  | Persecution Mania                | 4:45  |
| 2.  | Outbreak of Evil                 | 3:46  |
| 3.  | The Conqueror                    | 3:00  |
| 4.  | Iron Fist (Reprise de Motörhead) | 2:56  |
| 5.  | Obsessed by Cruelty              | 8:54  |
| 6.  | Nuclear Winter                   | 5:54  |
| 7.  | Electrocution                    | 3:06  |
| 8.  | Blasphemer                       | 6:00  |
| 9.  | Enchanted Land                   | 4:15  |
| 10. | Sodomy and Lust                  | 5:02  |
| 11. | Christ Passion                   | 6:24  |
| 12. | Bombenhagel                      | 6:40  |
| 13. | My Atonement                     | 5:57  |
| 14. | Conjuration                      | 5:26  |

| 1.  | Outbreak of Evil                 | 3:46 |
| 2.  | Iron Fist (Reprise de Motörhead) | 2:56 |
| 3.  | Nuclear Winter                   | 5:54 |
| 4.  | Electrocution                    | 3:06 |
| 5.  | Obsessed by Cruelty              | 8:54 |
| 6.  | Blasphemer                       | 6:00 |
| 7.  | Christ Passion                   | 6:24 |
| 8.  | Sodomy and Lust                  | 5:02 |
| 9.  | Bombenhagel                      | 6:40 |
| 10. | Ausgebombt (Clip)                | -    |

## Composition du groupe
- Tom Angelripper - Chant/Basse
- Frank Blackfire - Guitare
- Chris Witchhunter - Batterie